# Parnassius ariadne
Parnassius ariadne Lederer, 1853 là một loài bướm ngày sinh sống ở vùng núi cao được tìm thấy ở Trung Á. It là một member of the Snow Apollo genus Parnassius of the Swallowtail (Papilionidae).

## Range
Altai (nominate subspecies) The type locality is "...sudwestlichen Vorbergen des Altai an kahlten felsigen Stellen" [Bukhtarma River sources, Altai]. Subspecies clarius sensu Bryk và Eisner, 1932 are được tìm thấy ở Saur và Tarbagatai

## Biology
Adults fly on open flowery slopes in the forest zone up to 1,800 - 2,000 in the Altai. In Saur và Tarbagatai, the insect is also found at lower altitudes (down to 300 m), preferring stony slopes và canyons. The flight period is tháng 5 đến tháng 7. The host plant of the larva is Corydalis (C. nobilis và some others). The insects hibernate in the egg stage or newly-hatched larvae.

## Hình ảnh

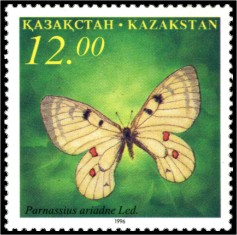